# Akbar Khan
Wazir Akbar Khan (Afghaans: وزير اکبر خان) ook wel bekend als Wazir Mohammad Akbar Khan (وزير محمد اکبر خان) of Akbar Khan (اکبر خان) (Afghanistan, 1813 – Jalalabad, Nangarhar provincie, Afghanistan, februari 1847) was een Afghaanse prins, een generaal, een stammenleider en een emir. Hij was actief in de Eerste Brits-Afghaanse Oorlog, die plaatsvond tussen 1839 en 1842. Hij wordt herinnerd om zijn leiderschap van de nationale partij in Kabul in 1841-1842, en om zijn achtervolging van het Britse leger toen dat zich terugtrok van Kabul naar Jalalabad in de buurt van Gandamak in 1842. In 1837 in de slag om Jamrud had hij de Sikh generaal Hari Singh Nalwa gedood terwijl hij probeerde de stad Peshawar voor de Afghanen te heroveren op het binnenvallende Sikh leger.

## Jeugd
Emir Akbar Khan werd geboren in het jaar 1813 als Mohammad Akbar Khan, de zoon van Amir Dost Mohammad Khan van Afghanistan en zijn vijfde vrouw Mirmon Khadija Popalzai. Emir Dost Mohammed Khan had in totaal 25 vrouwen, 38 zoons en 28 dochters.

## Situatie
In 1839 vluchtte Mohammed Akbar met zijn vader en broers naar Boechara, maar in het najaar van 1841 keerde hij terug naar Kabul. Toen hij op 25 november aankwam, sloot hij zich aan bij de leiders van het verzet tegen de Britten. De Britten beloofden zich terug te trekken, maar leken daar later weer op terug te komen na interne onenigheid tussen de Afghanen. Op 23 december, tijdens een ontmoeting tussen de Afghaanse en Britse leiders, liet Mohammed Akbar de Britten vermoorden. Hij beriep zich daarbij op zelfverdediging.
Nu vertrokken de Britten inderdaad, op 4 januari 1842 begon de mars naar Jalalabad. Hoewel een vrijgeleide was beloofd, werden de Britten zwaar aangevallen, en velen sneuvelden; of en in hoeverre Mohammed Akbar en de Afghaanse leiders hier de hand in hadden, is onbekend.
Shah Shuja, de Afghaanse koning die door de Britten weer op de troon was gezet, werd gedwongen hen nu tegen de Britten te leiden, maar nadat hij zijn schuilplaats had verlaten, werd hij door aanhangers van Mohammed Akbar gedood. Zijn zoon en opvolger Fath Jung stelde Mohammed Akbar aan als vizier. De Britten keerden echter terug, heroverden Kabul, en zonden Fath Jang en diens opvolger Shahpur naar Brits-Indië. Mohammed Akbar bleef achter als heerser.
De Britten lieten Dost Mohammed terugkeren, maar eerst zond deze een aantal broers van Mohammed Akbar - officieel om hem te helpen, in werkelijkheid waarschijnlijk ook om te controleren of deze wel bereid was de macht aan zijn vader over te dragen. Dit bleek het geval, en Dost Mohammed keerde terug als emir.
In de volgende jaren hadden vader en zoon onenigheid over de politiek ten aanzien van de Britten. Dost Mohammed stond een politiek van strikte neutraliteit voor, terwijl Mohammed Akbar een invasie in India bepleitte. In februari 1847 stierf Mohammed Akbar plotseling. Het gerucht deed de ronde dat zijn vader hem had laten vergiftigen.